# MPV

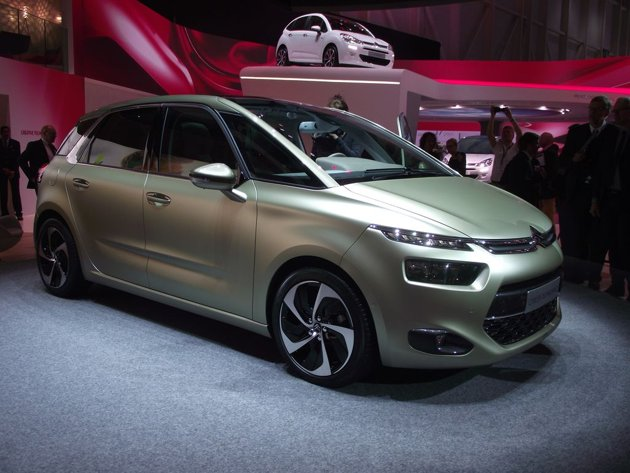
Citroën C4 Picasso, номер один по продажам в Европе

MPV (англ. Multi-Purpose Vehicle — многоцелевое транспортное средство) — автомобильный термин, специфичный для японского рынка (JDM) и обозначающий вид минивэнов, преимущественно построенных на платформе легкового автомобиля, имеющего вариант кузова «универсал» (wagon).
Отличается легковой компоновкой и структурой кузова, двигателем и подвеской легкового донора. Обычно автомобили класса MPV имеют меньше внутреннего пространства, чем классические минивэны (но больше, чем легковые универсалы), отличаются лучшими динамическими характеристиками и поведением на дороге. Часто имеют боковые распашные двери взамен сдвижных (характерных для классического минивэна).
В российских паспортах транспортного средства обозначаются термином «универсал повышенной вместимости», а в Европе могут использовать термин компактвэн.
Известные представители — Citroën C4 Picasso, Chevrolet Orlando, Opel Zafira Tourer, Peugeot 5008, Kia Carnival, Hyundai Trajet, Mazda MPV, Honda Odyssey, Mitsubishi Grandis, Nissan Quest, Renault Scenic, Subaru Traviq, Toyota Estima и другие.